# 尼尔斯巴赫
尼尔斯巴赫是德国莱茵兰-普法尔茨州的一个市镇。总面积12.82平方公里，总人口686人，其中男性335人，女性351人（2011年12月31日），人口密度54人/平方公里。